# Завещание Петра Великого
«Завещание Петра Великого» (фр. Le Testament de Pierre le Grand) — русофобская политически тенденциозная фальсификация, опубликованная в 1812 году на французском языке. По утверждению публикаторов, документ представлял собой стратегический план действий для преемников Петра Великого на многие века, с целью установления Россией мирового господства; ставилась цель «приблизиться елико возможно ближе к Константинополю и к Индиям». Данный документ получил широкую известность, ему посвящены сотни комментариев историков.
По общему мнению историков — подложный документ, сфабрикованный французскими политическими кругами, тесно связанными с внешней политикой.

## История документа
Итоговый документ, известный под названием «Завещания», явился плодом коллективного творчества многих дипломатов и политиков на протяжении нескольких десятилетий. Так, Орест Субтельный реконструирует следующий путь создания документа: некоторые пункты будущего «Завещания», гласившие о далекоидущих внешнеполитических планах России, появляются уже в 1706 году у посланников князя Ференца II Ракоци Яноша Папая и Ференца Хорвата; впоследствии данная идея в пропагандистских целях была подхвачена сперва Филиппом Орликом (узнавшим о ней в 1710 году от другого трансильванского дипломата Мате Талабы), а затем его сыном Григором; через них как напрямую (Григор Орлик был дипломатом и военным на французской службе), так и через польскую эмиграцию (копии бумаг Орлика-старшего после его смерти попали в знаменитое собрание князей Чарторыйских) концепция стала известной в Париже. Итоговую версию документа Субтельный приписывает польскому генералу-эмигранту Михалу Сокольницкому (чей меморандум 1797 года французскому правительству довольно схож с «Завещанием») и французскому публицисту Шарлю-Луи Лезюру.
Пересказ фрагментов текста впервые появился в печати в декабре 1812 года, в год нашествия Наполеона на Россию, в книге Лезюра «О возрастании русского могущества с самого его начала и до XIX столетия». Тогда этот текст, ничем не подтверждаемый, большого интереса не вызвал. Несколько упоминаний «завещания Петра» появились после польского восстания 1830 года, но также без документального обоснования. Само название «Завещание» нигде не фигурировало до 1826 года, когда вышел немецкий перевод сочинения Лезюра: во всех вышеперечисленных версиях документа речь шла о «планах», «тайных мемуарах» и «проектах».
Полностью «Завещание» опубликовано только в 1836 году Ф. Гайярде, при этом между пересказом 1812 года и текстом 1836 года имеется ряд существенных отличий. По легенде публикаторов 1836 года, оно найдено знаменитым французским авантюристом шевалье д’Эоном в секретных архивах Елизаветы Петровны в 1757 году. Документ, озаглавленный «Копия плана европейского господства», был многократно переиздан в разных книгах; он был немедленно использован для критики имперской политики Николая I и призывов к единству Европы против «русских варваров». Мистификация активно использовалась в пропагандистских целях в ходе Крымской войны 1850-х годов.
В России впервые документ упомянул Г. Беркхольц. В своей брошюре (Рига, 1859, позже 1863) он объявил документ фальсификацией, сделанной по заказу Наполеона или даже им лично. Предположительно Наполеон капитально переработал текст, составленный Сокольницким в 1797 году. Другая версия, являвшаяся общепринятой в советской историографии, относит «Завещание» действительно к 1757 году и связывает его с личностью посланника Шетарди или самого шевалье д’Эона.
После публикации текста Гайярде «Завещание» продолжало видоизменяться, редакция 1870-х годов приписывает России уже экспансионистские замыслы по отношению к Японии. В 1870-е годы полемика вокруг «Завещания» обострилась. В России появилось научное исследование С. Н. Шубинского, аргументированно разоблачающее подделку.
В 1910-е годы особая редакция «Завещания Петра Великого» появилась в Иране на персидском языке. Новый всплеск интереса к «Завещанию» произошёл в связи с мировой войной 1914—1918 годов.

## Краткое содержание
Программа действий наследников императора, согласно «Завещанию», содержала 14 основных пунктов и начиналась словами: «Во имя святой и нераздельной Троицы, мы, Пётр, император и самодержец всероссийский, всем нашим потомкам и преемникам на престоле и правительству русской нации». Далее по пунктам перечислялись предписания:
1. Поддерживать русский народ в состоянии непрерывной войны, чтобы солдат был закалён в бою и не знал отдыха: оставлять его в покое только для улучшения финансов государства, для переустройства армии и для того, чтобы выждать удобное для нападения время. Таким образом, пользоваться миром для войны и войной для мира в интересах расширения пределов и возрастающего благоденствия России.
2. Вызывать всевозможными средствами из наиболее просвещённых стран военачальников во время войны и учёных во время мира для того, чтобы русский народ мог воспользоваться выгодами других стран, ничего не теряя из своих собственных.
3. При всяком случае вмешиваться в дела и распри Европы, особенно Германии, которая, как ближайшая, представляет более непосредственный интерес.
4. Разделять Польшу, поддерживая в ней смуты и постоянные раздоры, сильных привлекать на свою сторону золотом, влиять на сеймы, подкупать их для того, чтобы иметь влияние на выборы королей, проводить на этих выборах своих сторонников, оказывать им покровительство, вводить туда русские войска и временно оставлять их там, пока не представится случая оставить их там окончательно. Если же соседние государства станут создавать затруднения, то их успокаивать временным раздроблением страны, пока нельзя будет отобрать назад то, что было им дано.
5. Делать возможно большие захваты у Швеции и провоцировать её на нападения, чтобы был повод для её захвата. Для этого разорвать все связи Дании и Швеции и постоянно стравливать их.
6. Всем российским императорам жениться только на германских принцессах.
7. Англия: добиваться всемерного союза.
8. Продвигаться на север к Балтике и на юг к Чёрному морю.
9. Как можно ближе придвигаться к Константинополю и Индии (обладающий ими будет обладателем мира). С этой целью возбуждать постоянные войны против Турции и Персии, основывать верфи на Чёрном море, постепенно овладевать как этим морем, так и Балтийским, ибо они нужны для осуществления плана — покорить Персию, дойти до Персидского залива, восстановить, если возможно, древнюю левантийскую торговлю через Сирию и достигнуть Индии как мирового складочного пункта. По овладении ею можно обойтись и без английского золота.
10. Австрия: открыто поддерживать союз, но втайне провоцировать против неё недоброжелательство, конечная цель — установить над ней протекторат России.
11. Вместе с Австрией теснить турок.
12. Провозгласить себя защитником православных в Речи Посполитой, Венгрии и Оттоманской империи с целью дальнейшего подчинения этих держав.
13. Когда будут разбиты Швеция, Персия, Польша, Турция и Австрия, армии соединены, а Чёрное и Балтийское моря охраняемы флотом, тогда предлагается в особой секретности предложить сперва Франции (в тексте — «Версальскому двору»), а затем Германии (в тексте — «Венскому двору») разделить сферы влияния в мире. Если кто-то из них примет предложение (а это неминуемо случится) — уничтожить сначала оставшегося противника, а потом уцелевшего. Исход борьбы будет предрешён, так как Россия в то время уже будет обладать всем Востоком и большей частью Европы.
14. Если оба откажутся от предложения, то между ними надо развязать войну и истощить их обоих. После этого Россия должна отправить сухопутные войска в Германию, а флоты из Азовского моря и Архангельска в Средиземное море и Атлантику соответственно. Это изолирует Францию и Германию и ускорит их капитуляцию, а после этого Европа будет де-факто завоёвана.

Таким образом, «Завещание» предписывает преемникам Петра вести непрерывные военные действия, путём войн и дипломатических интриг подчинить себе всю Европу, разделить Польшу, нейтрализовать Турцию и завоевать Индию, добившись, таким образом, полной евразийской гегемонии. Часть «заветов» Петра к моменту появления фальсификации уже «осуществились» (например, династические союзы с немецкими государствами, активное привлечение культурного опыта Запада, расширение выхода к Чёрному морю и раздел Польши), что и придавало большей убедительности остальным «планам».

## Научное исследование текста
Первое обстоятельное научное исследование с доказательством подложности текста было опубликовано в статье С. Н. Шубинского (1877). С тех пор академической наукой разных стран подложность документа демонстрировалась неоднократно. Исследовался также вопрос о его происхождении. Упоминание «левантийской торговли» и ряда других вопросов, принципиальных для внешней политики Франции XVIII—XIX веков (при отсутствии направлений, реально занимавших Петра, таких как отношения с Нидерландами или Китаем), указывает на французское происхождение «Завещания», из кругов, тесно связанных с внешней политикой. 

## Пропагандистская судьба
Британский генерал Джон Хеккетт цитирует «завещание» в книге «Третья мировая война: нерассказанная история», рассказывая о «бесспорной преемственности основных целей русской внешней политики», приведшей в итоге (по Хекетту) к Третьей Мировой войне:

…Но не может быть никаких сомнений в преемственности основных целей русской внешней политики. В 1725 году царь Петр Великий, вскоре после аннексии пяти персидских провинций и города Баку и незадолго до своей смерти, завещал своим потомкам следующее: «Я твердо верю, что государство Российское должно установить власть над всей Европой… Вы должны всегда расширяться в направлении Балтийского и Чёрного морей. Вы должны стараться приблизиться к Константинополю и Индии, продвинуться так далеко, как только возможно. Вы должны стремиться к господству на Чёрном море и стать хозяевами Балтийского. Это наиболее важно для наших будущих целей. Вы также должны сделать все возможное, чтобы спровоцировать распад Персии как можно скорее и открыть пути через Персидский залив».

В 1985 году мистический абсолютист Петр Великий мог бы признать, если бы он был в курсе дел, что диалектико-материалистические узурпаторы в Кремле сделали эту работу довольно неплохо…